# Africultures
 Africultures est une revue consacrée aux arts et à la culture en provenance d'Afrique et de ses diasporas. Basée à Paris, elle est fondée en novembre 1997 sous l’impulsion de journalistes et d’universitaires, parmi lesquels Gérald Arnaud, Olivier Barlet, Tanella Boni, Sylvie Chalaye, Fayçal Chehat, Soeuf Elbadawi, Boniface Mongo-Mboussa, Virginie Andriamirado, Christophe Cassiau-Haurie, etc.
La revue et les sites internet générés par Africultures sont gérés par l'association Africultures, présidée par Olivier Barlet jusqu'en 2008, puis par Virginie Andriamirado jusqu'en 2013, puis par Voahirana Barnoud jusqu'en 2018, puis par Samba Doucouré. Alors que les articles sont sous un copyright détenu par les auteurs (contrat interne), la documentation rassemblée dans la base de données est publiée sous licence libre.
Cette publication se veut un lieu de réflexion et fonde 10 ans après sa création, en juillet 2007, un autre organe, Afriscope, consacré à l’actualité des arts et de la culture liés à l’Afrique et aux diasporas africaines, tout en couvrant également des sujets liés à la vie sociale.
Africultures concentre maintenant son activité sur le site africultures.com qui cherche à mettre « les mondes en relation ». Il dépasse en 2021 les 10 000 articles d'actualité ou de réflexion, vidéos et podcasts. Plus de 100 000 abonnés reçoivent gratuitement sa lettre d'information bi-hebdomadaire qui allie liens vers les nouveaux articles et informations d'actualité.

## Contenu  de la publication

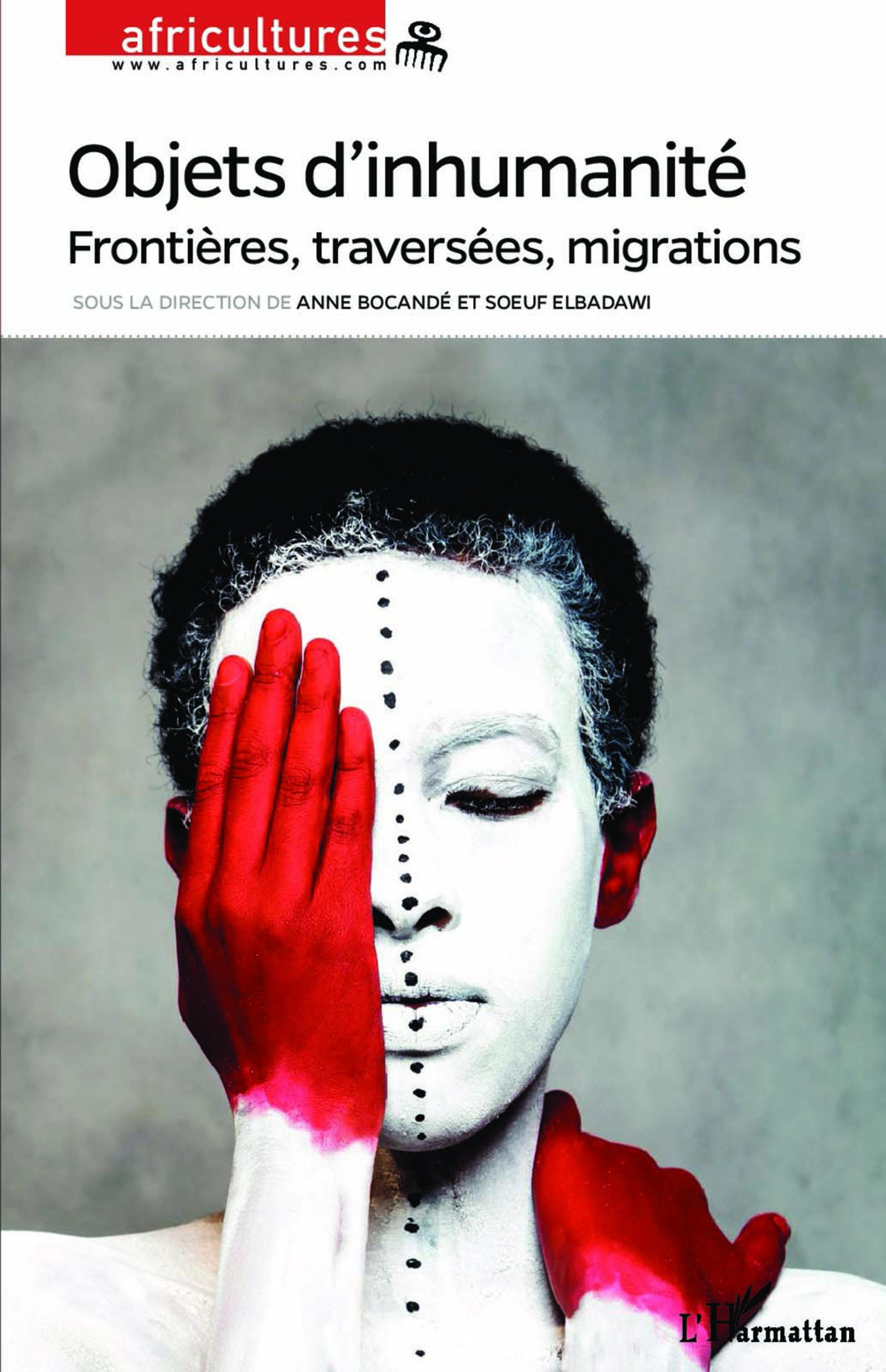
Couverture Africultures n°106

Chaque numéro de la revue Africultures est consacré à un thème spécifique. Il comprend des articles et interviews de différents journalistes et chercheurs, et est largement illustré.
D'abord mensuelle sur 96 puis 128 pages en format 13x21,5 cm, la revue devient trimestrielle à partir du numéro 54 de janvier-mars 2003 sur environ 250 pages en format 16x24 cm. Coéditée par les éditions L'Harmattan et l'association Africultures, elle publie 106 numéros, jusqu'en 2017.

## Licence libre
Depuis 2012, toute sa base de données, intitulée Sudplanète (spla / Southplanet) la plus importante au monde sur le sujet, de plus de 80 000 biographies d'artistes et de description de livres, de disques, de films et dvds, de spectacles et des organisations culturelles et institutions, est publiée sous la licence libre Licence Creative Commons : paternité Partage des conditions initiales à l'identique. Elle est gérée et détenue collectivement par les partenaires qui l'alimentent et l'utilisent.

## Collections d’ouvrages
Africultures gère une collection au sein des éditions L’Harmattan : la bibliothèque d'Africultures.
Par ailleurs, en coédition Africultures et Filigranes, Afriphoto est une collection d'albums de format 12x16,5 cm sur les photographes africains, parmi lesquels Mamadou Konaté, Malick Sidibé, Abel Sumo Gayvolor, Isaac Bruce Hudson Vanderpuje, Ganiyu Owadi, Gerald L. Annan-Forson, Philippe Koudjina, Francis Nii Obodai Provençal, Paul Kabré, Germain Kiemtoré, Zaynab Toyosi Oduns, Bill Akwa Bétoté, Omar D., Emeka Okereke, Mathe Kebofhe, Philippe Koudjina, Fouad Hamza Tibin, Mohamed Yahia Issa, Bruno Boudjelal et Gabriel Fasunon.

## Publication Afriscope
Un gratuit, Afriscope, a été conçu par la rédaction d’Africultures, et distribué pour la première fois le 12 juillet 2007, lors d’un concert à la place de la Bastille. Alors qu’Africultures se veut une publication d'approfondissement et de réflexion, le gratuit (bimestriel) se consacre à l'actualité. Les articles sont rédigés par des journalistes, et abordent également, au-delà des arts et cultures, des problématiques plus sociales et de la vie quotidienne : citoyenneté, lutte contre les discriminations, emploi, éducation, santé, etc. La rédactrice en chef est Anne Bocandé. Sa fondatrice Ayoko Mensah déclarait : « La créativité des artistes contemporains d'Afrique ou de sa diaspora et les initiatives des citoyens d'origine africaine passent presque inaperçues. Nous voulons que cela change. Avec ce gratuit, nous offrons un média accessible, à même de toucher le grand public, au-delà des clivages identitaires et sociaux. »
Cette publication complémentaire bénéficie d’une aide financière de quelques organismes et collectivités, notamment de la Région Ile-de-France, de l'Agence nationale pour la cohésion sociale et l'égalité des chances (Acsé) et de la Mairie de Paris.
Ce magazine illustré de 32 pages en format 21x29,7 cm, diffusé essentiellement dans les lieux culturels en Ile-de-France, paraît jusqu'au numéro 53 de décembre 2017.

## Sites spécialisés
De par ses relations avec des structures ou initiatives en Afrique, l'association Africultures a développé des sites internet spécialisés, portails interactifs thématiques désormais propriété des associations concernées : Africiné avec la Fédération africaine de la critique cinématographique (FACC), Afrilivres qui présente les titres non-scolaires publiés par les éditeurs d'Afrique francophone regroupés dans l'association Afrilivres  basée à Cotonou, Afrithéâtre qui présente une analyse détaillée d'un grand nombre de pièces de dramaturges africains, AfriBD qui regroupe les informations sur la bande dessinée africaine.
En propriété collective, la base de données commune à tous ces sites, Sudplanète  (anglais Southplanet, raccourci SPLA) comporte également des portails culturels pour tous les pays ACP. Elle fonctionne en wiki et permet à tout artiste ou organisation culturelle d'entrer et actualiser ses informations via des formulaires accessibles sur la « page self ».